# Hirschland
Hirschland település Franciaországban, Bas-Rhin megyében. Lakosainak száma 294 fő (2022. január 1.). Hirschland Schalbach, Baerendorf, Eschwiller, Rauwiller és Weyer községekkel határos.

## Népesség
A település népességének változása:
| Lakosok száma | 331  | 333  | 341  | 324  | 315  | 307  | 302  | 297  | 294  |
|               | 2013 | 2015 | 2016 | 2017 | 2018 | 2019 | 2020 | 2021 | 2022 |